# Breathe (píseň, The Prodigy)
„Breathe“ je skladba a jedenáctý singl skupiny The Prodigy z jejich alba The Fat of the Land z roku 1997. Skladba se dvakrát za sebou dostala na 1. místo ve finském a britském singlovém žebříčku. Její B-strana „The Trick“, jazzově naplněná drum & bass skladba, se stala hitem v kruzích londýnských tanečníků.

## Seznam skladeb

### 12" vinyl záznam
1. „Breathe“ (Edit) – 3:59
2. „The Trick“ – 4:25
3. „Breathe“ (Instrumental) – 5:35
4. „Their Law“ (Live at Phoenix Festival '96) – 5:24

- Skladbu 1 napsal Liam Howlett, Keith Flint a Maxim Reality
- Skladby 2-3 napsal Liam Howlett & Laurence Donaldson

### CD singl
1. „Breathe“ (Edit) – 3:59
2. „Their Law“ (Live at Phoenix Festival '96) – 5:24
3. „Poison“ (Live at Torhout & Werchter Festival '96) – 5:17
4. „The Trick“ – 4:25

## Úspěchy
Skladba byla celosvětovým hitem, v Austrálii, Rakousku, Belgii, Holandsku, Novém Zélandu a Švýcarsku dosáhla Top 10. Na 1. místě byla ve Finsku, Norsku, Švédsku a Spojeném království.
V USA dosáhla 18. pouice v žebříčku US Hot Modern Rock Tracks .